# Llau de la Font de Montsor
La llau de la Font de Montsor és una llau del terme municipal de Conca de Dalt, al Pallars Jussà, dins de l'antic terme d'Hortoneda de la Conca, en l'àmbit del poble d'Hortoneda.
S'origina a llevant d'Hortoneda, entre les Obagues de Senllí i la Solana de la Font de Montsor, des d'on davalla cap al nord-oest, travessa la Pista d'Hortoneda, i va a abocar-se en el barranc de la Creu al nord de les Obagues de Senllí.